# Barrmusseron
Barrmusseron (Leucopaxillus cerealis) är en svampart som först beskrevs av Wilhelm Gottfried Lasch, och fick sitt nu gällande namn av Rolf Singer 1962. Barrmusseron ingår i släktet Leucopaxillus och familjen Tricholomataceae.  Arten är reproducerande i Sverige. Inga underarter finns listade i Catalogue of Life.